# Station Hooghalen
Station Hooghalen is een voormalig spoorwegstation aan Staatslijn C, tussen Meppel en Groningen, in het Drentse dorp Hooghalen.

## Geschiedenis
Het station lag aan de spoorlijn Groningen - Zwolle, tussen de huidige stations Assen en Beilen. Station Hooghalen werd op 1 mei 1870 geopend en gesloten op 15 mei 1938. Het stationsgebouw, gebouwd in 1880, werd in 1960 gesloopt.

#### Oorlogstijd
In de Tweede Wereldoorlog werd het voormalige station in 1942 tijdelijk gebruikt als uit- en opstapplaats voor gedeporteerden van en naar Doorgangskamp Westerbork. Mensen werden per trein naar het toenmalige station vervoerd en moesten daarna de resterende 5 km naar het kamp te voet afleggen. Dezelfde weg moesten ze terug als ze aangewezen waren om vervoerd te worden naar de gevangenis- en vernietigingskampen in Duitsland en Polen. Op deze wijze zijn er 33 transporten geweest. Intussen legden de Nederlandse Spoorwegen op verzoek van en tegen betaling door de Duitse bezetters met behulp van honderd gevangenen en enkele niet-Joodse arbeiders de spoorlijn Hooghalen - Kamp Westerbork aan vanaf station Hooghalen tot in het kamp Westerbork; die werd op 2 november 1942 in gebruik genomen. In september 1946 verwijderden gevangenen uit het kamp Westerbork - nu anderen - o.l.v. de Nederlandse Spoorwegen de spoorrails tussen het station Hooghalen en het kamp.